# Atypena
Atypena là một chi nhện trong họ Linyphiidae.